# Lycosoides toubkal
Espèce
Lycosoides toubkal est une espèce d'araignées aranéomorphes de la famille des Agelenidae.

## Distribution
Cette espèce est endémique de la région Marrakech-Safi au Maroc,. Elle se rencontre dans la province d'Al Haouz vers Imlil et Ourika.

## Description
Le mâle holotype mesure 7,50 mm et la femelle paratype 8,70 mm, les mâles mesurent de 7,50 à 9,60 mm.

## Systématique et taxinomie
Cette espèce a été décrite par Lecigne en 2025.

## Étymologie
Son nom d'espèce lui a été donné en référence au lieu de sa découverte, le Djebel Toubkal.

## Publication originale
- Lecigne, Moutaouakil & Lips, 2025 : « Contribution to the knowledge of the spider fauna of Morocco (Arachnida: Araneae) – second note. On new species and new records from caves and miscellaneous terrestrial ecosystems. » Journal of the Belgian Arachnological Society, vol. 40, no 1 supplement, p. 1-184.